# Jakob Kulle
Nils Jakob Kulle  (ursprungligen Ohlsson), född 6 juli 1838 i Lund, död 5 april 1898 i Stockholm, var en svensk målare, etsare, guldsmed och konstvävare. Han var bror till Axel Kulle och Sven Kulle.

## Biografi
Kulle kom i guldsmedslära i Malmö 1855. Han kom till Stockholm 1860 och var verksam där som guldsmed fram till 1867. Han inledde studier vid Konstakademien 1864 och studerade där till 1872. Han blev en banbrytare inom den textila hemslöjden. 
Kulles måleri innehöll kulturhistoriskt värdefulla skildringar av skånskt allmogeliv, men senare kom han att tillsammans med sin svägerska Thora Kulle bilda vävskolor i Lund och Stockholm och helt ägna sig åt att bevara och återuppliva skånsk textilslöjd. 
Kulle är representerad med arbeten vid Nationalmuseum, Norrköpings konstmuseum, Malmö museum, Helsingborgs museum, Kristianstads museum och Kulturhistoriska museet i Lund. Han är begravd på Norra begravningsplatsen utanför Stockholm.

## Bildgalleri

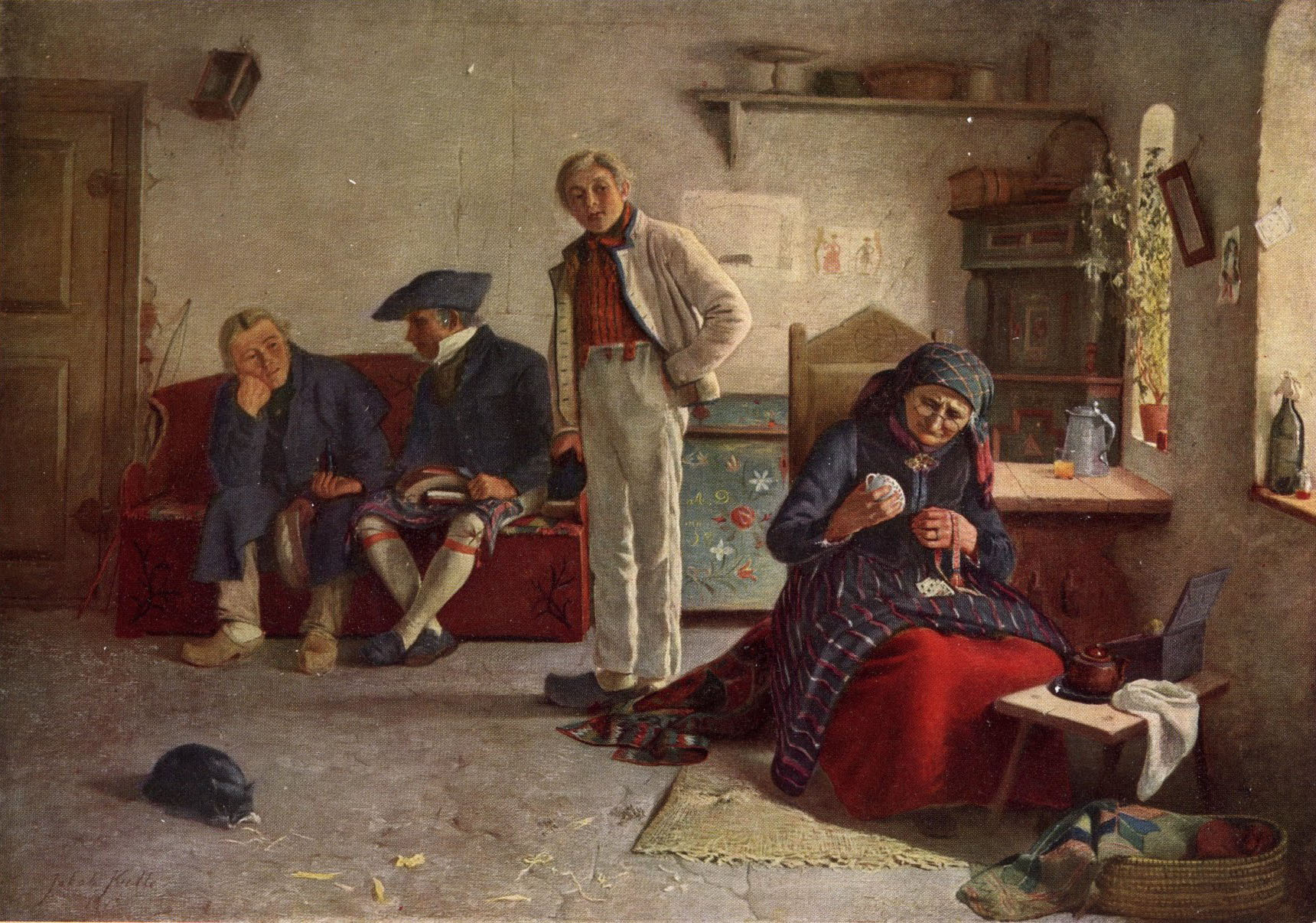
Hos kloka gumman (1875)
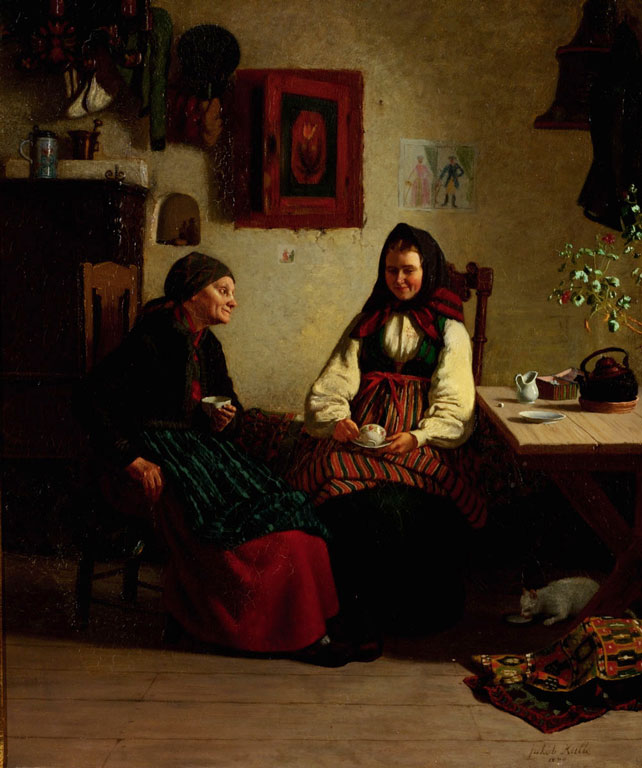
Allmogeinteriör med kaffedrickande kvinnor (1876)
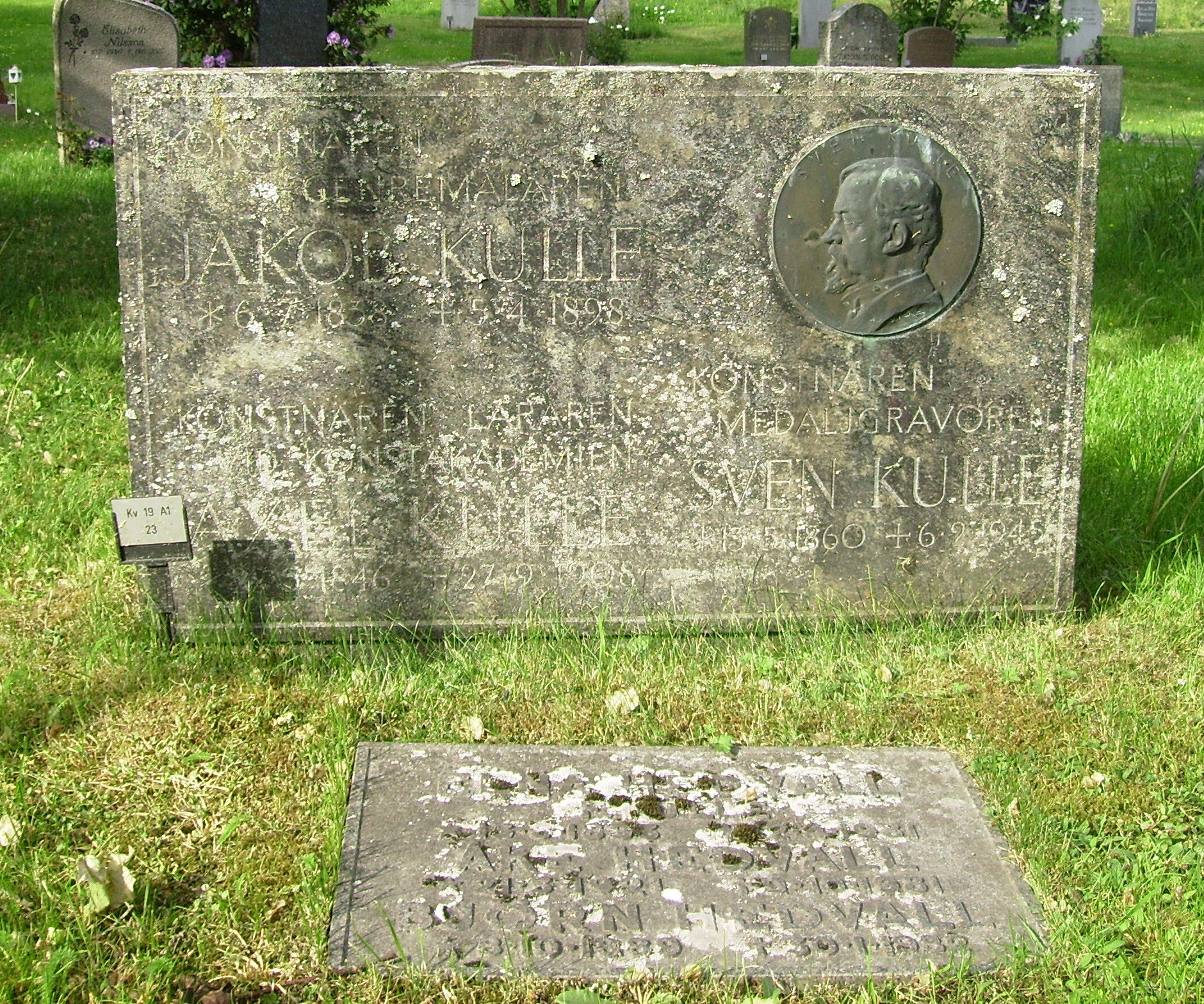
Kulles gravvård på Norra begravningsplatsen i Solna.